# Volta Limburg Classic 2014
La Volta Limburg Classic 2014, quarantunesima edizione della corsa, valida come evento dell'UCI Europe Tour 2014 categoria 1.1, si svolse il 5 aprile 2014 su un percorso di 196 km. Fu vinta dall'olandese Moreno Hofland, che concluse la gara in 4h 46' 41" alla media di 41,02 km/h.
Furono 59 i ciclisti che tagliarono il traguardo.

## Squadre e corridori partecipanti
| N.      | Cod. | Squadra                         |
| ------- | ---- | ------------------------------- |
| 1-8     | BEL  | Belkin Pro Cycling Team         |
| 11-18   | TSV  | Topsport Vlaanderen-Baloise     |
| 21-28   | GIA  | Team Giant-Shimano              |
| 31-38   | WGG  | Wanty-Groupe Gobert             |
| 41-48   | AND  | Androni Giocattoli-Venezuela    |
| 51-58   | BAR  | Bardiani Valvole-CSF Inox       |
| 61-68   | NRI  | Neri Sottoli                    |
| 71-78   | CCC  | CCC Polsat-Polkowice            |
| 81-88   | UHC  | UnitedHealthcare Pro Cycling T. |
| 91-98   | RBD  | Rietumu-Delfin                  |
| 101-108 | VGS  | Vastgoedservice-Golden Palace   |
| 111-118 | CUL  | Cult Energy Vital Water         |

| N.      | Cod. | Squadra                          |
| ------- | ---- | -------------------------------- |
| 121-128 | STG  | Team Stölting                    |
| 131-138 | SKT  | An Post-Chainreaction            |
| 141-148 | RIJ  | Cyclingteam De Rijke-Shanks      |
| 151-158 | CJP  | Cyclingteam Jo Piels             |
| 161-168 | KOG  | Koga Cycling Team                |
| 171-178 | MET  | Metec-TKH                        |
| 181-188 | PVC  | Parkhotel Valkenburg Continental |
| 191-198 | RDT  | Rabobank Development Team        |
| 201-208 | VER  | Veranclassic-Doltcini            |
| 211-218 | WIL  | Vérandas Willems                 |
| 221-228 | NLD  | Paesi Bassi                      |
| 231-238 | USA  | Stati Uniti                      |

## Ordine d'arrivo (Top 10)
| Pos. | Corridore           | Squadra      | Tempo    |
| ---- | ------------------- | ------------ | -------- |
| 1    | Moreno Hofland      | Belkin       | 4h46'41" |
| 2    | Sonny Colbrelli     | Bardiani     | s.t.     |
| 3    | Mauro Finetto       | Neri Sottoli | s.t.     |
| 4    | Daniele Colli       | Neri Sottoli | s.t.     |
| 5    | Magnus Cort Nielsen | Cult Energy  | s.t.     |
| 6    | Michel Kreder       | Wanty        | s.t.     |
| 7    | Alessandro Bazzana  | UnitedHeal.  | s.t.     |
| 8    | Kenny van Hummel    | Androni      | s.t.     |
| 9    | Maciej Paterski     | CCC Polsat   | s.t.     |
| 10   | Koen Bouwman        | Jo Piels     | s.t.     |